# Michael Tobin
Michael Tobin es un deportista estadounidense que compitió en triatlón. Ganó tres medallas en el Campeonato Mundial de Xterra Triatlón entre los años 1998 y 2000.

## Palmarés internacional
| Campeonato Mundial | Campeonato Mundial    | Campeonato Mundial | Campeonato Mundial |
| Año                | Lugar                 | Medalla            | Prueba             |
| ------------------ | --------------------- | ------------------ | ------------------ |
| 1998               | Maui (Estados Unidos) | Medalla de bronce  | Individual         |
| 1999               | Maui (Estados Unidos) | Medalla de plata   | Individual         |
| 2000               | Maui (Estados Unidos) | Medalla de oro     | Individual         |